# Delirium Films
Делиријум филмс је продуцентска кућа настала 2003. године. Власници су познати сценариста и редитељ Срђан Драгојевић и продуцент Биљана Првановић.
У својој продукцији и ко—продукцији продуцирали око 11 дугометражних играних филмова од којих су неки најгледанији у региону у протекле две деценије. 
Филмови из ове продукцијске куће су освајали бројне награде у земљи и иностранству.

## Филмографија
- 2005 — Ми нисмо анђели 2
- 2006 — Ми нисмо анђели 3
- 2006 — Не скрећи са стазе
- 2008 — Пејзаж бр.2
- 2009 — Свети Георгије убива аждаху
- 2011 — Парада (филм)
- 2012 — Ноћни бродови
- 2014 — Инферно
- 2014 — Атомски здесна
- 2018 — Избрисана
- 2021 — Застој
- 2021 — Небеса (филм)
- 2021 — Кљун (ТВ серија)
- //  — Осми март (филм) - у припреми
- //  — Мљечни зуби (филм) - у припреми
- //  — Било једном на истоку — отказан